# Brescia Calcio 1976-1977
Questa voce raccoglie le informazioni riguardanti il Brescia Calcio nelle competizioni ufficiali della stagione 1976-1977.

## Stagione
Dopo la promozione sfiorata la scorsa stagione, Antonio Valentin Angelillo viene riconfermato allenatore. 
Dopo otto stagioni viene ceduto Giorgio Fanti che passa al Taranto. Molti altri fanno le valigie: Adelmo Paris torna al Bologna, Salvatore Jacolino va alla Spal. In cinque passano al Benevento di Andrea Bassi, il portiere Leonorio Borghese, Adriano Tedoldi, Sergio Facchi, Enrico Del Faveri e Pietro Sabatini.
Arrivano Paolo Viganò dal Palermo, dallo Juniorcasale l'attaccante Gian Piero Ghio, i mediani Giovanni Zanotti dal Chieti, Ezio Minigutti dall'Ascoli, dal Livorno il portiere Claudio Garzelli e dal Bologna il mediano Paolo Biancardi. Poi dal mercato autunnale approdano a Brescia la mezz'ala Luciano Aristei dalla Spal e la punta Giuliano Fiorini dal Bologna. 
Dopo un incoraggiante inizio di torneo il Brescia delude e come sempre a farne le spese è l'allenatore, sostituito da Mauro Bicicli dopo la sconfitta (1-0) di San Benedetto del Tronto. Ma i risultati non cambiano e le rondinelle si salvano all'ultimo respiro del campionato, vincendo 4-1 un drammatico scontro diretto con il Catania.

## Rosa
| N. |                      | Ruolo | Calciatore           |
| -- | -------------------- | ----- | -------------------- |
|    | Argentina (bandiera) | P     | José Cafaro          |
|    | Italia (bandiera)    | P     | Claudio Garzelli     |
|    | Italia (bandiera)    | P     | Giacomo Violini      |
|    | Italia (bandiera)    | D     | Claudio Berlanda     |
|    | Italia (bandiera)    | D     | Fulvio Bussalino     |
|    | Italia (bandiera)    | D     | Giovanni Botti       |
|    | Italia (bandiera)    | D     | Luigi Cagni          |
|    | Italia (bandiera)    | D     | Massimo Capelloni    |
|    | Italia (bandiera)    | D     | Giovanni Colzato     |
|    | Italia (bandiera)    | D     | Gabriele Podavini    |
|    | Italia (bandiera)    | D     | Pierantonio Tortelli |
|    | Italia (bandiera)    | C     | Luciano Aristei      |
|    | Italia (bandiera)    | C     | Evaristo Beccalossi  |

| N. |                   | Ruolo | Calciatore              |
| -- | ----------------- | ----- | ----------------------- |
|    | Italia (bandiera) | C     | Fabio Besozzi Valentini |
|    | Italia (bandiera) | C     | Paolo Biancardi         |
|    | Italia (bandiera) | C     | Giancarlo Ceccarelli    |
|    | Italia (bandiera) | C     | Ezio Minigutti          |
|    | Italia (bandiera) | C     | Paolo Viganò            |
|    | Italia (bandiera) | C     | Giovanni Zanotti        |
|    | Italia (bandiera) | A     | Alessandro Altobelli    |
|    | Italia (bandiera) | A     | Piergiorgio Fezzi       |
|    | Italia (bandiera) | A     | Giuliano Fiorini        |
|    | Italia (bandiera) | A     | Gian Piero Ghio         |
|    | Italia (bandiera) | A     | Egidio Salvi            |
|    | Italia (bandiera) | A     | Adriano Tedoldi         |

## Risultati

### Serie B

#### Girone di andata
| Brescia 26 settembre 1976 1ª giornata | Brescia       | 0 – 0 | Sambenedettese | Stadio Mario Rigamonti\| Arbitro: \| Lops (Torino) \| |
| Arbitro:                              | Lops (Torino) |       |                |                                                       |

| Arbitro: | Agnolin (Bassano del Grappa) |

|  |           |               |
|  | Marcatori | 53’ Altobelli |

| Arbitro: | Vannucchi (Bologna) |

|                    |           |                                     |
| Altobelli 35’, 39’ | Marcatori | 6’ Rossi 15’ (rig.) Dolci 54’ Rossi |

| Arbitro: | Pieri (Genova) |

|                       |           |  |
| Loddi 55’ Sartori 90’ | Marcatori |  |

| Arbitro: | Prati (Parma) |

|                |           |                             |
| Mei 66’ (aut.) | Marcatori | 1’ Bertuzzo 24’ (rig.) Piga |

| Arbitro: | Trinchieri (Reggio Emilia) |

|             |           |          |
| Bonaldi 13’ | Marcatori | 85’ Ghio |

| Arbitro: | Terpin (Trieste) |

|                                |           |              |
| Motta 48’ (aut.) Altobelli 69’ | Marcatori | 87’ Galbiati |

| Arbitro: | Frasso (Capua) |

|                |           |  |
| Fagni 75’, 90’ | Marcatori |  |

| Arbitro: | Falasca (Chieti) |

|                        |           |  |
| Ghio 29’ Altobelli 67’ | Marcatori |  |

| Arbitro: | Longhi (Roma) |

|  |           |                          |
|  | Marcatori | 29’ Giavardi 57’ Bacchin |

| Arbitro: | Lapi (Firenze) |

|                                 |           |             |
| Berlanda 39’ (aut.) 78’ Zandoli | Marcatori | 23’ Fiorini |

| Arbitro: | Barbaresco (Cormons) |

|             |           |                         |
| Fiorini 38’ | Marcatori | 9’ Ferrari 23’ Brugnera |

| Arbitro: | Mattei (Macerata) |

|  |           |             |
|  | Marcatori | 69’ Aristei |

| Modena 2 gennaio 1977 14ª giornata | Modena              | 0 – 0 | Brescia | Stadio Alberto Braglia\| Arbitro: \| Lo Bello (Siracusa) \| |
| Arbitro:                           | Lo Bello (Siracusa) |       |         |                                                             |

| Arbitro: | Ciulli (Roma) |

|             |           |  |
| Fiorini 50’ | Marcatori |  |

| Arbitro: | Celli (Trieste) |

|               |           |           |
| Altobelli 47’ | Marcatori | 5’ Capone |

| Arbitro: | Gussoni (Tradate) |

|                           |           |  |
| Sanseverino 6’ Braida 82’ | Marcatori |  |

| Arbitro: | Trinchieri (Reggio Emilia) |

|             |           |                                                 |
| Fiorini 70’ | Marcatori | 23’, 34’ Ramella 32’ Dal Fiume 80’ Magnocavallo |

| Arbitro: | Paparesta (Bari) |

|            |           |             |
| Fusaro 64’ | Marcatori | 40’ Zanotti |

### Girone di ritorno
| Arbitro: | Panzino (Catanzaro) |

|              |           |  |
| Chimenti 12’ | Marcatori |  |

| Brescia 20 febbraio 1977 21ª giornata | Brescia             | 0 – 0 | SPAL | Stadio Mario Rigamonti\| Arbitro: \| Lanzafame (Taranto) \| |
| Arbitro:                              | Lanzafame (Taranto) |       |      |                                                             |

| Arbitro: | Pieri (Genova) |

|           |           |  |
| Rossi 32’ | Marcatori |  |

| Arbitro: | Milan (Treviso) |

|              |           |  |
| Altobelli 3’ | Marcatori |  |

| Arbitro: | Barboni (Firenze) |

|                               |           |  |
| Mastropasqua 19’ Bertuzzo 66’ | Marcatori |  |

| Arbitro: | Lops (Torino) |

|                           |           |                                 |
| Fiorini 80’ Altobelli 89’ | Marcatori | 51’ Bonaldi 60’ (aut.) Podavini |

| Arbitro: | Reggiani (Bologna) |

|                          |           |                            |
| Zucchini 16’ La Rosa 72’ | Marcatori | 36’ Fiorini 80’ Beccalossi |

| Arbitro: | Mattei (Macerata) |

|                               |           |  |
| Altobelli 21’, 36’ Viganò 85’ | Marcatori |  |

| Arbitro: | Paparesta (Bari) |

|                             |           |                           |
| Favalli 17’ Magistrelli 41’ | Marcatori | 16’ Altobelli 79’ Zanotti |

| Novara 17 aprile 1977 29ª giornata | Novara           | 0 – 0 | Brescia | Stadio Comunale\| Arbitro: \| Lanese (Messina) \| |
| Arbitro:                           | Lanese (Messina) |       |         |                                                   |

| Brescia 24 aprile 1977 30ª giornata | Brescia             | 0 – 0 | Ascoli | Stadio Mario Rigamonti\| Arbitro: \| Vannucchi (Bologna) \| |
| Arbitro:                            | Vannucchi (Bologna) |       |        |                                                             |

| Arbitro: | Governa (Alessandria) |

|                                |           |          |
| Piras 26’, 79’ Virdis 44’, 71’ | Marcatori | 53’ Ghio |

| Arbitro: | Gonella (Torino) |

|             |           |            |
| Fiorini 45’ | Marcatori | 39’ Casone |

| Arbitro: | Benedetti (Roma) |

|              |           |  |
| Altobelli 6’ | Marcatori |  |

| Taranto 22 maggio 1977 34ª giornata | Taranto           | 0 – 0 | Brescia | Stadio Salinella\| Arbitro: \| Mattei (Macerata) \| |
| Arbitro:                            | Mattei (Macerata) |       |         |                                                     |

| Arbitro: | Agnolin (Bassano del Grappa) |

|                                |           |           |
| Lombardi 15’ (rig.) Capone 46’ | Marcatori | 62’ Salvi |

| Arbitro: | Michelotti (Parma) |

|              |           |               |
| Altobelli 3’ | Marcatori | 55’ De Vecchi |

| Arbitro: | Lapi (Firenze) |

|                                   |           |  |
| Pedrazzini 64’ Ramella 68’ (rig.) | Marcatori |  |

| Arbitro: | Gonella (Torino) |

|                                            |           |           |
| Salvi 19’ (rig.) Fiorini 49’, 56’ Ghio 84’ | Marcatori | 63’ Troja |

### Coppa Italia

#### Girone 6
| 29 agosto 1976 1ª giornata |  | – Riposo |  |  |

| Arbitro: | Menegali (Roma) |

|  |           |                        |
|  | Marcatori | 29’ Cresci 67’ Clerici |

| Arbitro: | Celli (Trieste) |

|                      |           |                    |
| Carnevali 1’, 7’, 9’ | Marcatori | 43’, 89’ Altobelli |

| Arbitro: | Lo Bello (Siracusa) |

|                                               |           |              |
| De Sisti 37’ Prati 79’ Rocca 81’ Musiello 85’ | Marcatori | 3’ Altobelli |

| Arbitro: | Artico (Padova) |

|                              |           |  |
| Tedoldi 26’, 28’, 70’ (rig.) | Marcatori |  |

## Statistiche

### Statistiche di squadra
| Competizione | Punti | In casa | In casa | In casa | In casa | In casa | In casa | In trasferta | In trasferta | In trasferta | In trasferta | In trasferta | In trasferta | Totale | Totale | Totale | Totale | Totale | Totale | DR  |
| Competizione | Punti | G       | V       | N       | P       | Gf      | Gs      | G            | V            | N            | P            | Gf           | Gs           | G      | V      | N      | P      | Gf     | Gs     | DR  |
| ------------ | ----- | ------- | ------- | ------- | ------- | ------- | ------- | ------------ | ------------ | ------------ | ------------ | ------------ | ------------ | ------ | ------ | ------ | ------ | ------ | ------ | --- |
| Serie B      | 32    | 19      | 7       | 7       | 5       | 24      | 20      | 19           | 2            | 7            | 10           | 11           | 26           | 38     | 9      | 14     | 15     | 35     | 46     | -11 |
| Coppa Italia | 2     | 2       | 1       | 0       | 1       | 3       | 2       | 2            | 0            | 0            | 2            | 3            | 7            | 4      | 1      | 0      | 3      | 6      | 9      | -3  |
| Totale       |       | 21      | 8       | 7       | 6       | 27      | 22      | 21           | 2            | 7            | 12           | 14           | 33           | 42     | 10     | 14     | 18     | 41     | 55     | -14 |

### Statistiche dei giocatori
| Giocatore     | Serie B  | Serie B | Serie B     | Serie B    | Coppa Italia | Coppa Italia | Coppa Italia | Coppa Italia | Totale   | Totale | Totale      | Totale     |
| Giocatore     | Presenze | Reti    | Ammonizioni | Espulsioni | Presenze     | Reti         | Ammonizioni  | Espulsioni   | Presenze | Reti   | Ammonizioni | Espulsioni |
| ------------- | -------- | ------- | ----------- | ---------- | ------------ | ------------ | ------------ | ------------ | -------- | ------ | ----------- | ---------- |
| L. Aristei    | 26       | 1       | ?           | ?          | -            | -            | -            | -            | 26       | 1      | 0+          | 0+         |
| A. Altobelli  | 34       | 13      | ?           | ?          | 3            | 3            | ?            | ?            | 37       | 16     | ?           | ?          |
| E. Beccalossi | 25       | 1       | ?           | ?          | 4            | 0            | ?            | ?            | 29       | 1      | ?           | ?          |
| C. Berlanda   | 27       | 0       | ?           | ?          | 3            | 0            | ?            | ?            | 30       | 0      | ?           | ?          |
| F. Besozzi    | 3        | 0       | ?           | ?          | -            | -            | -            | -            | 3        | 0      | 0+          | 0+         |
| P. Biancardi  | 24       | 0       | ?           | ?          | 3            | 0            | ?            | ?            | 27       | 0      | ?           | ?          |
| G. Botti      | 16       | 0       | ?           | ?          | 2            | 0            | ?            | ?            | 18       | 0      | ?           | ?          |
| F. Bussalino  | 16       | 0       | ?           | ?          | 4            | 0            | ?            | ?            | 20       | 0      | ?           | ?          |
| J. Cafaro     | 27       | -34     | ?           | ?          | 1            | -2           | ?            | ?            | 28       | -36    | ?           | ?          |
| L. Cagni      | 36       | 0       | ?           | ?          | -            | -            | -            | -            | 36       | 0      | 0+          | 0+         |
| M. Capelloni  | 1        | 0       | ?           | ?          | 1            | 0            | ?            | ?            | 2        | 0      | ?           | ?          |
| G. Ceccarelli | 1        | 0       | ?           | ?          | -            | -            | -            | -            | 1        | 0      | 0+          | 0+         |
| G. Colzato    | 19       | 0       | ?           | ?          | 3            | 0            | ?            | ?            | 22       | 0      | ?           | ?          |
| P. Fezzi      | 1        | 0       | ?           | ?          | 2            | 0            | ?            | ?            | 3        | 0      | ?           | ?          |
| G. Fiorini    | 20       | 9       | ?           | ?          | -            | -            | -            | -            | 20       | 9      | 0+          | 0+         |
| C. Garzelli   | 11       | -12     | ?           | ?          | 3            | -7           | ?            | ?            | 14       | -19    | ?           | ?          |
| G. Ghio       | 28       | 4       | ?           | ?          | 1            | 0            | ?            | ?            | 29       | 4      | ?           | ?          |
| E. Minigutti  | 16       | 0       | ?           | ?          | 4            | 0            | ?            | ?            | 20       | 0      | ?           | ?          |
| G. Podavini   | 29       | 0       | ?           | ?          | 3            | 0            | ?            | ?            | 32       | 0      | ?           | ?          |
| E. Salvi      | 32       | 2       | ?           | ?          | 3            | 0            | ?            | ?            | 35       | 2      | ?           | ?          |
| A. Tedoldi    | 4        | 0       | ?           | ?          | 4            | 3            | ?            | ?            | 8        | 3      | ?           | ?          |
| P. Tortelli   | 1        | 0       | ?           | ?          | -            | -            | -            | -            | 1        | 0      | 0+          | 0+         |
| P. Viganò     | 29       | 1       | ?           | ?          | -            | -            | -            | -            | 29       | 1      | 0+          | 0+         |
| G. Zanotti    | 25       | 2       | ?           | ?          | 4            | 0            | ?            | ?            | 29       | 2      | ?           | ?          |